# Artemio di Alessandria
Artemio (in greco Αρτέμιος?; 1775 – Istanbul, 6 novembre 1858), è stato papa e patriarca greco-ortodosso di Alessandria e di tutta l'Africa tra il 1845 e il 1847.
Il Patriarcato ecumenico di Costantinopoli lo elesse Patriarca di Alessandria nel 1845, nonostante le reazioni della comunità greca di Alessandria, che preferiva l'archimandrita Ieroteo (Hierotheos) come patriarca. Dopo la sua elezione, seguì un periodo di disordini interni nella Chiesa di Alessandria, poiché il clero e la gente non lo accettavano. Alla fine si dimise il 30 gennaio 1847.
Morì nel 1858 e fu sepolto nella chiesa di San Nicola ad Halki.